# Hapigia
Hapigia är ett släkte av fjärilar. Hapigia ingår i familjen tandspinnare.

## Dottertaxa tillHapigia, i alfabetisk ordning[1]
- Hapigia abscondens
- Hapigia alexiae
- Hapigia annulata
- Hapigia apiana
- Hapigia autumnifolia
- Hapigia beuvea
- Hapigia cinnamomea
- Hapigia curvilinea
- Hapigia dentata
- Hapigia directa
- Hapigia dorema
- Hapigia duponti
- Hapigia eneana
- Hapigia gaudens
- Hapigia hapygia
- Hapigia hollandia
- Hapigia millsi
- Hapigia nodicornis
- Hapigia notha
- Hapigia obliqua
- Hapigia plateada
- Hapigia raatzi
- Hapigia repandens
- Hapigia ribbei
- Hapigia rufescens
- Hapigia rufocinnamomea
- Hapigia simplex
- Hapigia smerinthina
- Hapigia smerinthoides